# 類書
類書（るいしょ）とは、
1. 現代日本語で「ある書物と類似する書物」を意味する単語。この記事では扱わない。
2. 前近代の中国や日本に存在した、伝統的な書物のジャンルの一つ。この記事で扱う。

類書（るいしょ、拼音: lèishū）とは、あらゆる単語について、その用例を過去の書籍から引用した上で、それらの単語を天地人草木鳥獣などの分類順または字韻順に配列して検索の便をはかった、字引きのことである。結果として百科事典の機能ももつ。
現代の古典文献学において、類書は重要な資料とみなされる。というのも、類書が作られたあとで引用元となった書籍が散逸してしまうケースも多々生じた。そのような散逸した書籍のことを「逸書」（佚書）といい、逸書から引用された文章または現行本に無い文章を「逸文」（佚文）という。類書に含まれた逸文は、逸書を現代に再現（輯逸）したり現行本を補完したりする上で欠かせない材料になる。そのような理由から、類書は重要視される。

## 歴史
中国では、『呂氏春秋』や『淮南子』が原点とされているが、いずれも思想について纏めたものであり、本格的な類書の最古のものとされるのは、魏の曹丕（文帝）の『皇覧』（現存しない）がルーツと考えられている。ただし、初期の類書は漢詩作成のための用語集的なものであったと考えられ、現在中国に残されている最古の類書とされる初唐に作られた欧陽詢の『芸文類聚』、虞世南の『北堂書鈔』、徐堅の『初学記』などは、そうした色彩の強い類書である。
また、仏教文献に関する類書として、唐の道世の『法苑珠林』、道教文献に関する類書として、北周の武帝の撰とされる『無上秘要』、北宋代の『雲笈七籤』がある。
五代十国時代以後に、より実用的な目的を持った類書が登場するようになる。宋代の『太平御覧』や『冊府元亀』、明代の『永楽大典』や『三才図会』、清代の『佩文韻府』や『古今図書集成』などが、その代表例である。

### 日用類書
宋代から清代にかけて、印刷技術の発達などを背景に、実用的な生活百科事典、通称「日用類書」も多数作られた。例として、『五車抜錦』『三台万用正宗』『居家必要事類全集』などがある。日用類書の内容は、天文・地理から占い（術数学）、法律、医学、教育、料理のレシピ（食譜）まで多岐にわたる。

## 日本への影響
中国と海を隔てた日本では漢籍を蒐集する事が困難であったため、類書の伝来は歓迎された。『群書治要』や『太平御覧』などは、江戸幕府が金沢文庫から正確な版を取り寄せて更に校訂を加えて写本させた事が知られている。
日本で編纂された類書としては、平安時代の『秘府略』（1000巻のうち2巻のみ現存）、『和名類聚抄』、『類聚国史』、江戸時代の『和漢三才図会』などが知られている。

## 関連文献
- 小川陽一『日用類書による明清小説の研究』研文出版、1995年。ISBN 978-4876361311
- 加地伸行『加地伸行著作集1 中国論理学史研究 経学の基礎的探求』研文出版、2012年（原著1983年）。ISBN 978-4876364022。
  - 「附論 類書における分類の基本的意味」（1994-1995年度科研費共同研究「類書の総合的研究」のまとめ）
- 酒井忠夫『中国日用類書史の研究』国書刊行会、2011年。ISBN 978-4-336-05315-2。
- 坂出祥伸『初学者のための中国古典文献入門』筑摩書房〈ちくま学芸文庫〉、2018年（原著2008年）。ISBN 978-4480098696。
- 酒井忠夫監修、坂出祥伸・小川陽一編『中国日用類書集成』全14巻  汲古書院 2000-2004年。